# Need You Now (canção)
"Need You Now" é o primeiro single do álbum de mesmo nome do grupo de coutry pop Lady Antebellum, lançado em 2009 pela gravadora Capitol Nashville. A canção chegou na 2 posição na Billboard Hot 100, além de alcanças as paradas de vários países.

## Prémios e indicações
| Ano  | Association                      | Categoria                                                | Resultado |
| ---- | -------------------------------- | -------------------------------------------------------- | --------- |
| 2010 | Academy of Country Music         | "Single Record of the Year"                              | Vencedor  |
| 2010 | Academy of Country Music         | "Song of the Year"                                       | Vencedor  |
| 2010 | Academy of Country Music         | "Video of the Year"                                      | Nomeado   |
| 2010 | CMT Music Awards                 | "Group Video of the Year"                                | Vencedor  |
| 2010 | CMT Music Awards                 | "Video of the Year"                                      | Nomeado   |
| 2010 | Teen Choice Awards               | "Choice Music: Country Song"                             | Nomeado   |
| 2010 | Country Music Association Awards | "Single of the Year"                                     | Vencedor  |
| 2010 | Country Music Association Awards | "Music Video of the Year"                                | Nomeado   |
| 2010 | American Country Awards          | "Single of the Year"                                     | Vencedor  |
| 2010 | American Country Awards          | "Single by a Duo/Group"                                  | Vencedor  |
| 2010 | American Country Awards          | "Music Video of the Year"                                | Nomeado   |
| 2010 | American Country Awards          | "Video by Duo/Group"                                     | Vencedor  |
| 2011 | Grammy Awards                    | "Record of the Year"                                     | Vencedor  |
| 2011 | Grammy Awards                    | "Song of the Year"                                       | Vencedor  |
| 2011 | Grammy Awards                    | "Best Country Performance by a Duo or Group with Vocals" | Vencedor  |
| 2011 | Grammy Awards                    | "Best Country Song"                                      | Vencedor  |